# فيليب ديفيد
فيليب ديفيد (بالصربية: Филип Давид)‏ هو كاتب وكاتب سيناريو صربي، ولد في 4 يوليو 1940 في كراغوييفاتس في صربيا.

## وصلات خارجية
- فيليب ديفيد على موقع IMDb (الإنجليزية)
- فيليب ديفيد على موقع قاعدة بيانات الفيلم (الإنجليزية)